# Venezuela Primeiro
O Venezuela Primeiro é um partido político venezuelano de centro-direita fundado em 2018 por um grupo de ex-militantes da coalizão opositora Mesa da Unidade Democrática (MUD). Atualmente integra a Aliança Democrática, nova coalizão opositora ao chavismo que disputou as eleições parlamentares de 2020, tendo elegido 2 dos 277 deputados da Assembleia Nacional para a atual legislatura (2021-2026).

## Origens
O partido foi fundado por uma cisão de militantes expulsos do partido Primeiro Justiça (PJ) e de outros grupos políticos de oposição em consequência de uma ordem de intervenção do Tribunal Supremo de Justiça (TSJ) meses antes das eleições eleições parlamentares de 2020.
A maioria dos deputados da legislatura eleita em 2015, que desertaram das fileiras da MUD após serem investigados pela Operação Alacrán (em português, Operação Escorpião) e formalmente acusados pelos crimes de corrupção e compra de votos, encontra-se filiada ao partido.
Juntamente com as direções dos partidos Vontade Popular (VP) e Venezuela Unida (VU), fundou a coalizão Aliança Democrática.

## Eleições parlamentares de 2020
Nas eleições parlamentares de 2020, o partido obtém mais de 260 mil votos de venezuelanos de todo o país e consegue eleger 2 deputados para a Assembleia Nacional, dominada pela coalizão governista GPPSB, sendo atualmente membro da diminuta oposição oficial ao governo de Nicolás Maduro.

### Controvérsias
Por outro lado, nestas eleições, o atual líder do partido Luis Parra não obteve votos suficientes para eleger-se pelo círculo regional de Yaracuy, seu domicílio eleitoral. Em resposta, a CNE substituiu o assento na lista nacional que havia anunciado anteriormente para José Gregorio Noriega pelo de Luis Parra. Esta situação foi denunciada por David García, então líder do partido, que em uma carta pública expressou que "Luis Parra obteve silenciosamente um assento que não lhe correspondia!" e anunciou sua renúncia a este partido.
Da mesma forma, Primero Venezuela expulsa David García por "não ter entregue os recursos logísticos e o apoio que a equipe da aliança para cuidar os votos da organização" e assegurou que García "está respirando pela ferida, por não ter sido eleito deputado e tornar-se Reitor da CNE, indica quem é eleito e quem não é, cometendo crimes de simulação de factos puníveis, singularizando irresponsavelmente funcionários públicos de alto escalão".

## Resultados eleitorais

### Eleições parlamentares
| Data | CI. | Votos   | %            | +/-  | Deputados | +/- | Status |
| ---- | --- | ------- | ------------ | ---- | --------- | --- | ------ |
| 2020 | 3.º | 260.720 | 4,18 / 100,0 | Novo | 2 / 277   | 2   | Novo   |

### Eleições regionais
| Data | CI.  | Votos  | %            | +/-  | Governadores | +/- | Prefeitos | +/- |
| ---- | ---- | ------ | ------------ | ---- | ------------ | --- | --------- | --- |
| 2021 | 12.º | 86.449 | 1,08 / 100,0 | Novo | 0 / 23       | 0   | 1 / 337   | 1   |